# Pietro Gasparri
Pietro Gasparri (Capovallazza di Ussita 5 de maig de 1852- Roma 18 de novembre de 1934) va ser un cardenal de l'església catòlica italià.
Va ser ordenat sacerdot el 1877 a Roma i va treballar com a secretari personal del cardenal Teodolfo Mertel. Ensenyà Història Eclesiàstica i teologia al Seminari pontifici romà i després dret canònic a l'Ateneu Pontifici Urbanià "De Propaganda fide" a Roma. El 1896 va ser nomenat membre de la Comissió Pontifícia per l'examen de la validesa de les ordenacions de l'Església anglicana.
El 16 de desembre de 1907 va ser creat cardenal pel papa Pius X. Gasparri va ser cardenal camarlenc de l'Església Santa romana.
El papa Benet XV, l'any 1914, el va nomenar Cardenal Secretari d'Estat del Vaticà de 1914 a 1918.
L'11 de febrer de 1929 va soscriure amb Benito Mussolini els Pactes del Laterà, que van posar fi al llarg contenciós de la Santa Seu amb l'Estat Italià que van començar el 1870 amb la Presa de Porta Pia, i la fi del poder temporal dels Papes.

## Honors
Orde Suprem de la Santíssima Anunciació (1930)
 Gran Creu de l'orde de Sant Maurici i Sant Llàtzer (1930)
 Gran Creu de l'orde de la Corona d'Itàlia (1930)
 Creu de la Llibertat pel Servei Civil de I Classe (Estònia)
 Orde de l'Àliga Blanca (Polònia)
 Gran Creu de l'orde de la Creu i l'Espasa (Portugal)